# KV55
KV55 là một ngôi mộ ở Thung lũng của các vị Vua ở Ai Cập. Nó đã được phát hiện bởi Edward R. West vào năm 1907 trong khi ông đã làm việc trong Thung lũng cho Theodore M. Davis. Nó đã được suy đoán, cũng như nhiều tranh cãi, rằng cơ thể tìm thấy trong ngôi mộ này là của người nổi tiếng Pharaon Akhenaten. Các kết quả của di truyền học và các thử nghiệm khoa học thực hiện vào tháng 2 năm 2010 đã xác nhận rằng những người chôn ở đó là cả hai con trai của Amenhotep III cũng như cha của Tutankhamun. Hơn nữa, các nghiên cứu đều cho rằng tuổi của người này vào lúc chết là phù hợp với Akhenaten; do đó làm cho nó gần như chắc chắn rằng đó là cơ thể của Akhenaten.
Tại thời điểm này, bất kỳ thứ gì khác của ngôi mộ đã được lấy ra và có thể đã được chuyển đến KV35, trong khi còn lại xác ướp và một số di vật đã hư hỏng bị bỏ rơi.

## Ngôi mộ

Ngôi mộ được bố trí của KV55
Lối Vào
B - Hành lang
J - Phòng chôn cất
Ja - (chưa hoàn thành) phòng Ante

KV55 là một ngôi mộ tương đối nhỏ, nó chỉ có một buồng mộ, tổng chiều dài của nó đo được là 27.61 mét. Nó nằm trong trung tâm của thung lũng, ngay cạnh và dưới KV6 (của Ramses IX) và trên sàn Thung lũng từ KV7 (của Ramses II) và gần thời đại của mộ KV62 (của Tutankhamun). Hướng gần như về phía Đông, lối vào của nó bao gồm một bộ cầu thang cắt sâu vào nền của Thung lũng mà dẫn đến một hành lang dốc nhẹ và sau đó đến một buồng duy nhất của ngôi mộ ở cuối hành lang đó.

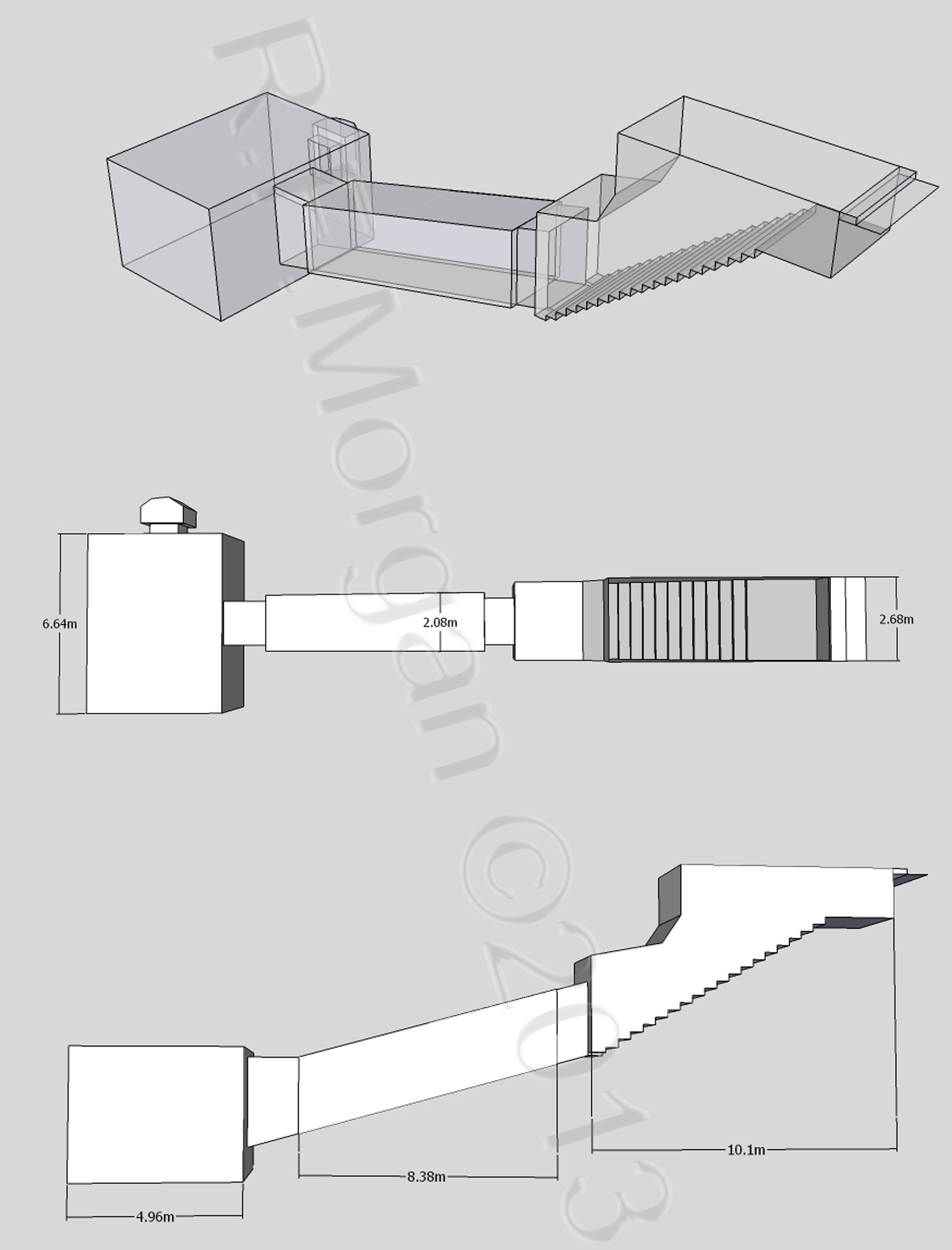
Một kế hoạch và độ cao hình ảnh của KV55 lấy từ một mô hình 3d

## Bản đồ vị trí các ngôi mộ
|  | Chủ đề Ai Cập cổ đại |